# Ранната Айн Ранд
„Ранната Айн Ранд“ (на английски: The Early Ayn Rand) е антология от четири ранни непубликувани разказа, три пиеси и откъси от „Ние, живите“ и „Изворът“, написани от Айн Ранд и публикувани след смъртта ѝ през 1984 г. Колекцията е съставена и редактирана от наследника на имуществото на Айн Ранд – Ленард Пийкоф, и въпреки че не е била предназначена за публикуване, проследява пътя на Ранд като писател, преди да стане известна.
Преработено и разширено издание излиза през 2005 г. В него са добавени непубликуваните разкази The Night King и The Simplest Thing in the World (от Романтическият манифест).
Пиесата Think Twice е вероятно единствената криминална мистерия на Айн Ранд по думите на редактора в предисловието на пиесата. Пийкоф пише: Тя не би могла да напише серия от мистерии, защото всеки би се досетил кой е убиецът.
Книгата е втори том в колекцията Ayn Rand Library под редакцията на Ленард Пийкоф. Във въведението Пийкоф пише:
| „ | Реших да публикувам този материал, защото вярвам, че за почитателите на мис Ранд ще представлява интерес да научат стъпките, в които тя развива своите литературни умения. Сега те могат да ги видят сами. | “ |